# Adam Harasiewicz

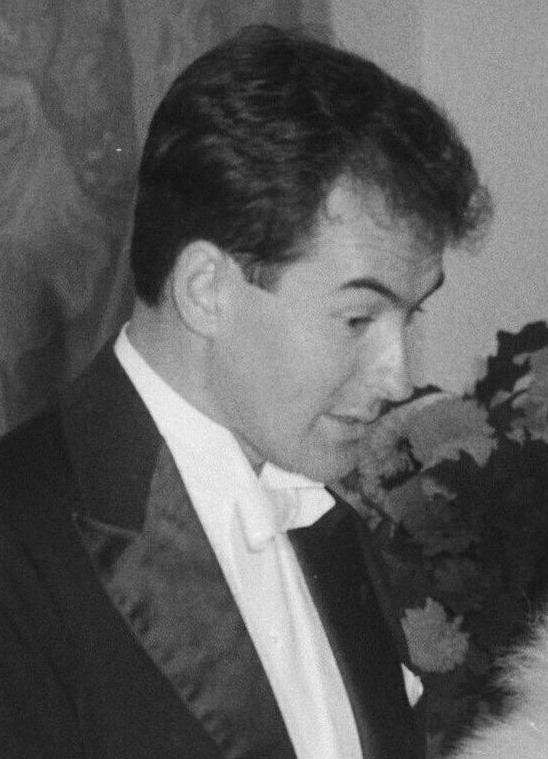
Harasiewicz in 1963

 Adam Harasiewicz   (Chodzież (bij Poznań), 1 juli 1932) is een Pools pianist.
Harasiewicz was een leerling van Z. Drzewiecki en kreeg internationale bekendheid doordat hij in 1955 het  Chopin-concours in Warschau won.
Vervolgens voltooide hij zijn studie bij A. Benedetti-Michelangeli. 
Harasiewicz heeft een virtuoze musiceertrant, voornamelijk als vertolker van vrijwel alle muziek van Chopin.